# Canterbury
Canterbury er en by og verdensarvssted, der er administrationscenter for distriktet City of Canterbury i Kent i det sydøstlige England. Den ligger ved floden Stour.
Byen har et befolkningstal på 42.258 (2001), fordelt på et areal på 23,54 km². Dette giver en befolkningstæthed på 1.795 pr km².
Ærkebiskoppen af Canterbury er primas for Den engelske kirke og den anglikanske kirke, som følge af den vigtighed for Augustin af Canterbury, der tjente som discipel i angelsaksisk religion i Kongeriget Kent omkring år 600. Byens katedral blev et stort pilgrimssted efter Thomas Becket blev gjort til martyr i 1170, selvom det allerede på dette tidspunkt var et velkendt pilgrimssted efter Knud den Store dræbte Ælfheah af Canterbury i 1012. Rejsen til Beckets skrin tjente som narrativ i Geoffrey Chaucers Canterbury-fortællingerne i 1300-tallet.
Canterbury er en populær turistdestination; byen har været en af de mest velbesøgte byer i Storbritannien i mange år, og byens økonomi er stærkt afhængig af turisme. Stedet har været beboet siden stenalderen, og det var hovedstad for den keltiske stamme Cantiaci og jyderne i Kongeriget Kent. Byen rummer mange historiske bygninger, inklusive bymuren der blev grundlagt af romerne og genopført i 1300-tallet, ruinerne af St Augustine's Abbey, en normannisk borg og verdens ældste skole the King's School. Moderne tilføjelse tæller Marlowe Theatre og St Lawrence Ground, Kent County Cricket Club. Byen rummer en stor mængde studerende fra University of Kent, Canterbury Christ Church University, University for the Creative Arts og Girne American University Canterbury campus. Canterbury er dog fortsat en lille by både geografisk og i antallet af indbyggere sammenlignet med andre britiske byer.

## Historie
Navnet Canterbury kommer fra det gammelengelske ord Cantwarebyrig, der betyder "Kent-folkets fæstning". Der har boet mennesker i området siden præhistorisk tid. I romersk tid blev byen et administrativt centrum under navnet Durovernum. Rester af romerske bymure og byporte findes stadig.
I 597 byggede St. Augustin af Canterbury klosteret St Augustine's Abbey i nærheden af stedet, hvor katedralen senere blev bygget. Augustin var sendt til England som missionær med instruks om at oprette et ærkebispesæde i London. Det viste sig, at det ikke var muligt, og han valgte derfor Canterbury, som var det nærmeste sted, han kunne finde, hvor der var en rimelig mulighed for, at oprettelsen kunnes lykkes.
I 1011 blev byen indtaget af vikinger, heriblandt Thorkild den Høje, efter en belejring.
Efter slaget ved Hastings i 1066 blev der opført en motte-and-baileyfæstning i træ i byen, som fik navnet Canterbury Castle. Under Henrik 1. af England blev fæstningen genopført i sten. Borgen findes i dag kun som en ruin.
Klosteret blev revet ned under opløsningen af klostervæsenet i England under Henrik d. 8; i dag findes kun ruiner.
Canterburykatedralen blev i middelalderen gravsted for Henrik d. 4 og Edvard, den sorte prins. I 1170 blev ærkebiskop Thomas Becket myrdet i katedralen, og hans grav blev et vigtigt pilgrimsmål. Hændelsen gav desuden inspiration til Geoffrey Chaucers Canterbury Tales (1387). Thomas Mores familie havde ejendomme i Canterbury, og Christopher Marlowe var født der.
Under 2. verdenskrig førte bombning til store ødelæggelser i byen.
Byen er i dag et vigtig turistmål, og i 2001 besøgte 1,2 millioner mennesker katedralen. I centrum er meget af middelalderbebyggelsen godt bevaret, og der er strenge reguleringer af byggeaktivitet for at bevare gamle bygninger.

## Politik
Distriktet City of Canterbury dækker et område, som er 13 gange større end selve byen og inkluderer Herne Bay og Whitstable. Selve byen er delt ind i bydelene Barton, Northgate, St Stephens, Westgate og Wincheap, og Kent Universitet ligger inden for bygrænsen.
Kun en del af byen, Thanington without, har et sogn som politisk enhed; resten er ikke delt ind i sogne. Canterbury og Whitstable udgør en valgkreds til det britiske parlament.
Canterbury er venskabsby med Reims i Frankrig og har venskabsbånd med Bloomington-Normal i Illinois, USA, og Vladimir i Rusland.

## Uddannelsesinstitutioner
Canterbury har tre højere uddannelsesinstitutioner. Universtitetet i Kent ligger på et højdedrag omkring 3 km fra centrum, Chaucer College er en uafhængig højskole for japanske studenter og ligger inden for universitetet i Kents område. Canterbury Christ Church University College ligger inden for området for Instituttet for Kunst og Design i Kent. Desuden findes der en institution for videreuddannelse, Canterbury College.